# Komisariat Straży Granicznej „Czarnków”
Komisariat Straży Granicznej „Czarnków” – jednostka organizacyjna Straży Granicznej pełniąca służbę ochronną na granicy polsko-niemieckiej w latach 1928–1939.

## Formowanie i zmiany organizacyjne
W drugiej połowie 1927 przystąpiono do gruntownej reorganizacji Straży Celnej. W praktyce skutkowało to rozwiązaniem tej formacji granicznej.
Rozporządzeniem Prezydenta Rzeczypospolitej Polskiej Ignacego Mościckiego z 22 marca 1928 roku, do ochrony północnej, zachodniej i południowej granicy państwa, a w szczególności do ich ochrony celnej, powoływano z dniem 2 kwietnia 1928 roku  Straż Graniczną.
Rozkazem nr 3 z 25 kwietnia 1928 roku w sprawie organizacji Wielkopolskiego Inspektoratu Okręgowego dowódca Straży Granicznej gen. bryg. Stefan Pasławski przydzielił komisariat „Lubasz” do Inspektoratu Granicznego nr 9 „Wronki” i określił jego strukturę organizacyjną. 
Już 15 września 1928 dowódca Straży Granicznej rozkazem nr 7  w sprawie organizacji Wielkopolskiego Inspektoratu Okręgowego podpisanym w zastępstwie przez mjr. Wacława Szpilczyńskiego zmieniał organizację komisariatu i ustalał zasięg placówek.
W 1930 roku komisariat w Lubaszu został zlikwidowany, a jego kierownik komisarz Gustaw Szrott został przeniesiony na stanowisko oficera wywiadu Śląskiego Inspektoratu Okręgowego Straży Granicznej.
Nowo utworzony komisariat Straży Granicznej numer 2/9 „Czarnków” powstał na podstawie rozkazu organizacyjnego Komendy Straży Granicznej  nr 11/30 i Wielkopolskiego Inspektoratu Okręgowego nr 4/30. Na kierownika mianowano komisarza Romana Buszkowskiego. Komisariat mieścił się przy ulicy Kościelnej 7.
Rozkazem nr 11 z 9 stycznia 1930 roku  o reorganizacji Wielkopolskiego Inspektoratu Okręgowego komendant Straży Granicznej płk Jan Jur-Gorzechowski ustalił numer, nową nazwę i organizację komisariatu.

## Służba graniczna
Rozkazem organizacyjnym nr 2 Wielkopolskiego Inspektoratu Okręgowego Straży Granicznej z 27 czerwca 1928 roku ustalono zasięg komisariatów. Granica komisariatu „Lubasz” na jego prawym skrzydle to linia od śluzy nr 15, drogą do południowego skraju wsi Romanowo, wąwozem do nadleśnictwa Promne, drogą polną na Paliszewo, Maranówko, Wyszyny, Budzyń do jeziora Kaliszany wyłącznie. Na lewym skrzydle od śluzy na Noteci nr 18 przez szosę Gulcz–Rosko wzdłuż drogą do folwarku Rosko, miejscowości: Hamrzysko, Klempicz, Ludomskie Olendry, Ludomy do Rogoźna włącznie. 
Na przełomie lat 1929–1930 roku reorganizowano Straż Graniczną. W styczniu 1930 roku określono nowe granice komisariatu. Granica północna zaczynała się na śluzie nr 15, a zachodnia kończyła się promem Martinsa na Noteci. 
Sąsiednie komisariaty
- komisariat Straży Granicznej „Jabłonowo” ⇔ komisariat Straży Granicznej „Potrzebowice” − 1928
- komisariat Straży Granicznej „Ujście” ⇔ komisariat Straży Granicznej „Wieleń” − styczeń 1930

## Funkcjonariusze komisariatu

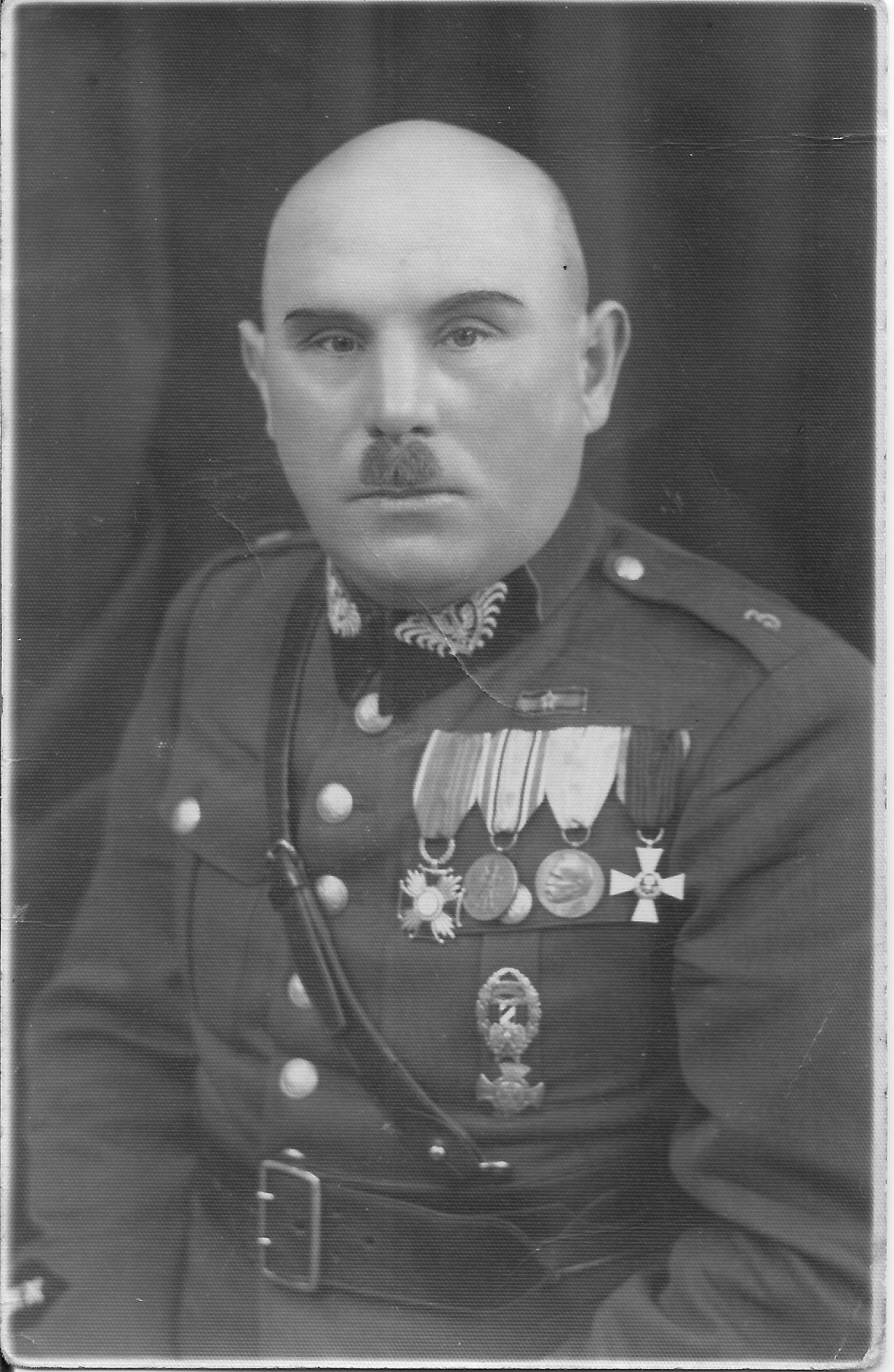
Kom. SG Roman Buszkowski (ur. 1885)

| Kierownicy/komendanci komisariatu | Kierownicy/komendanci komisariatu | Kierownicy/komendanci komisariatu | Kierownicy/komendanci komisariatu |
| stopień                           | imię i nazwisko                   | okres pełnienia służby            | kolejne stanowisko                |
| --------------------------------- | --------------------------------- | --------------------------------- | --------------------------------- |
| podkomisarz                       | Gustaw Szrott                     | był w V 1929– 1930                | oficer wywiadu Śl.IO.             |
| komisarz                          | Roman Buszkowski                  | 1930 – był w 1932 –               |                                   |
| komisarz                          | Karol Doczkał                     | 14 XI 1933 –                      |                                   |
| podkomisarz                       | Michał Śmigielski                 | 4 IV 1939 -                       |                                   |
| Zastępcy komendanta komisariatu   |                                   |                                   |                                   |
| starszy strażnik                  | Bolesław Załęski                  | 1 V 1939 –                        |                                   |

## Struktura organizacyjna
Organizacja komisariatu w marcu 1928:
- komenda − Lubasz
- placówka Straży Granicznej I linii „Czarnków”
- placówka Straży Granicznej I linii „Pijanówka”
- placówka Straży Granicznej I linii „Gulcz”
- placówka Straży Granicznej II linii „Lubasz”
- placówka Straży Granicznej II linii „Krucz”

Organizacja komisariatu we wrześniu 1928:
- komenda − Lubasz[a]
- placówka Straży Granicznej I linii „Czarnków”
- placówka Straży Granicznej I linii „Ciszkowo”
- placówka Straży Granicznej I linii „Gulcz”
- placówka Straży Granicznej II linii „Lubasz”
- placówka Straży Granicznej II linii „Krucz”

Organizacja komisariatu w styczniu 1930:
- 2/9 komenda − Czarnków
- placówka Straży Granicznej I linii „Czarnków”
- placówka Straży Granicznej I linii „Ciszkowo”
- placówka Straży Granicznej I linii „Gulcz”
- placówka Straży Granicznej I linii „Rosko”
- placówka Straży Granicznej II linii „Inowrocław”
- placówka Straży Granicznej II linii „Czarnków” ul. Kościelna 7
- placówka Straży Granicznej II linii „Krucz”